# پیست اسکی شازند

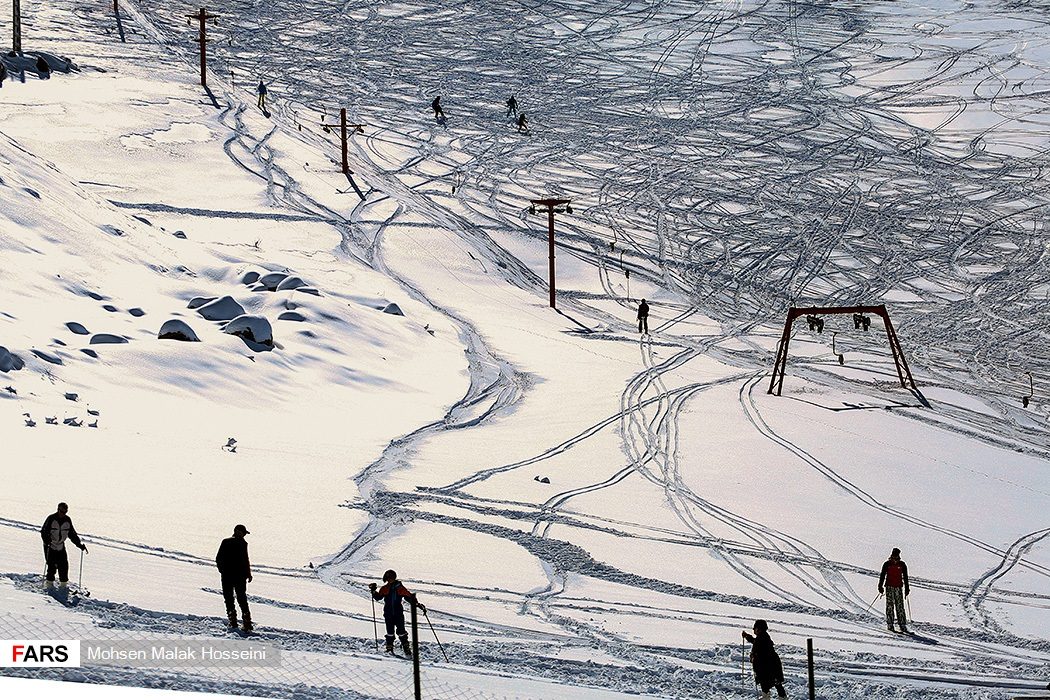
پیست اسکی شازند

پیست اسکی  پاکل  تنها پیست اسکی استان مرکزی است که در شهرستان شازند  در جاده شازند - هندودر در ارتفاعات روستای پاکل قرار گرفته است.
فاصله این پیست از تهران ۳۲۰ کیلومتر ، از شهر شازند ۲۵ کیلومتر و از شهر اراک ۴۵ کیلومتر و از شهر بروجرد ۵۸ کیلومتر است. .
این پیست در ارتفاعات روستای زیبای پاکل در گردنه‌ی برفگیر پاکل ، در مجاورت راهدارخانه پاکل قرار دارد. این منطقه به دلیل ارتفاع مناسب و بارش زیاد دارای زمستان زود هنگام و بارش سنگین برف است.
ارتفاع پیست در حدود ۲۶۲۰ متر از سطح دریا و طول آن حدود ۵۵۰ متر می‌باشد. از جمله امکانات موجود در پیست اسکی می‌توان به دو دستگاه تله سیژ، رستوران، تجهیزات برفروبی و ساختمان اداری اشاره کرد.
نزدیکترین اماکن اقامتی به ترتیب فاصله ؛ روستای پاکل با ۴۹۰۰ متر - روستای چالهما با ۵۴۰۰ متر - شهر هندودر ۱۲ کیلومتر - شهر آستانه ۱۴ کیلومتر
این پیست در سال ۱۳۸۰ افتتاح شد اما با متاسفانه بدلایلی نظیر کم شدن بارش برف و عدم رسیدگی مسئولین امر با پیشرفت چندانی مواجه نشد.